# Carilau de Samos
Carilau de Samos (en llatí Charilaus, en grec antic Χαρίλαος) fou un polític de Samos, germà del tirà Meandri de Samos.
Quan els perses van envair l'illa a l'inici del regnat de Darios I el Gran, amb el propòsit d'establir al govern a Silosó, el germà de Polícrates, Meandri s'hi va sotmetre i va estar d'acord a abdicar, però Carilau, que va obtenir permís del seu germà per sortir de l'illa, amb un grup de soldats, es va amagar i quan els perses i grecs estaven reunits a l'acròpoli a l'espera de signar el tractat, va atacar a la comitiva persa i va matar als perses més notables. Com a conseqüència, el general Otanes va ordenar una matança general dels samians.